# James Hellwig
Warrior (Crawfordsville (Indiana), 16 juni 1959 – Scottsdale (Arizona), 8 april 2014), geboren als James Brian Hellwig en beter bekend als (The) Ultimate Warrior, was een Amerikaans professioneel worstelaar die actief was in de World Wrestling Federation (WWF) en World Championship Wrestling (WCW). Op 5 april 2014 werd hij in de WWE Hall of Fame opgenomen en verscheen hij bij WrestleMania XXX en Monday Night Raw. Drie dagen later overleed hij onverwacht nadat hij buiten bij een hotel in elkaar zakte. Een autopsie toonde aan dat de 54 jaar oude worstelaar, stierf aan een hartaanval veroorzaakt door een hart-en vaatziekte.

## In worstelen
- Afwerking bewegingen
  - Gorilla press drop
  - Running splash

- Kenmerkende bewegingen
  - Axe handle
  - Bear hug
  - Big boot
  - Flying shoulder block
  - Meerdere running clotheslines
    - Running powerslam
    - Shoulderbreaker

## Kampioenschappen en prestaties
- Nu-Wrestling Evolution
  - NWE World Heavyweight Championship (1 keer)

- Pro Wrestling Illustrated
  - PWI Comeback of the Year (1992)
  - PWI Feud of the Year (1991) vs. The Undertaker
  - PWI Match of the Year (1990) vs. Hulk Hogan

- World Class Wrestling Association
  - WCWA Texas Heavyweight Championship (1 keer)
  - WCWA World Tag Team Championship (1 keer met Lance Von Erich)

- World Wrestling Federation/WWE
  - WWF Championship (1 keer)
  - WWF Intercontinental Championship (2 keer)
  - WWE Hall of Fame (Class of 2014)

- World Wrestling Superstars
  - WWS Heavyweight Championship (1 keer)
  - WWS Tag Team Championship (2 keer)